# Delfinidina
La delfinidina és una antocianina, un dels principals pigments de les plantes i també un antioxidant. La delfinidina proporciona colors blaus a les flors, com en el cas de les violetes (Viola) i el delfinium. A més, proporciona el color blau rogenc del raïm de la varietat Cabernet Sauvignon.
La delfinidina, com gairebé totes les altres antocianines, és sensible a l'acidesa (pH) de l'entorn, i canvia de color des del vermell en medis bàsics al blau en solucions àcides.